# 小韦森贝格
小韦森贝格是德国石勒苏益格－荷尔斯泰因州的一个市镇。总面积8.74平方公里，总人口762人，其中男性362人，女性400人（2011年12月31日），人口密度87人/平方公里。